# La Créature (film)
Pour les articles homonymes, voir Créature.
Pour plus de détails, voir Fiche technique et Distribution.
La Créature (La criatura) est un film espagnol réalisé par Eloy de la Iglesia, sorti en 1977. Il s'agit d'un des premiers films espagnols traitant de la zoophilie.

## Synopsis
Un couple vit heureux de plusieurs années et, de manière non prévue, la femme tombe enceinte. Mais elle fait une fausse couche après avoir été attaquée par un chien.

## Fiche technique
- Titre : La Créature
- Titre original : La criatura
- Réalisation : Eloy de la Iglesia
- Scénario : Enrique Barreiro
- Musique : Víctor Manuel
- Photographie : Raúl Artigot
- Montage : Julio Peña
- Production : Samuel Menkes (producteur délégué)
- Société de production : Alborada P. C. et Guión Producciones Cinematográficas
- Pays :  Espagne
- Genre : Drame
- Durée : 100 minutes
- Dates de sortie : 
  -  Espagne : 30 novembre 1977

## Distribution
- Ana Belén : Cristina
- Juan Diego : Marcos
- Claudia Gravy : Vicky
- Ramón Repáraz : le professeur Celanova
- Manuel Pereiro : le prêtre
- Bárbara Lys : l'enseignante
- Francisco Melgares : le médecin
- Luis Ciges : Luis